# سان يورنتي
سان يورنتي (بالإسبانية: San Llorente)‏ هي بلدية تقع في مقاطعة بلد الوليد، قشتالة وليون بإسبانيا. وفقًا لتعداد عام 2004 (المعهد الوطني للإحصائيات)، يبلغ عدد سكان البلدية 178 نسمة.